# Chalcura upeensis
Chalcura upeensis är en stekelart som beskrevs av David Timmins Fullaway 1913. 
Chalcura upeensis ingår i släktet Chalcura och familjen Eucharitidae. Artens utbredningsområde är Guam. Inga underarter finns listade i Catalogue of Life.